# 阿那卡尔西
阿纳卡哈尔西斯公元前6世纪西徐亚王子，曾游历过希腊，因试图传播弗里吉亚女神库柏勒崇拜而在西徐亚被处死。在雅典，曾为梭伦座上宾，为“希腊七贤”之一。